# 舒家坝镇
舒家坝镇，是中华人民共和国陕西省汉中市宁强县下辖的一个乡镇级行政单位。

## 行政区划
舒家坝镇下辖以下地区：
山金寺村、黄家梁村、宝珠观村、陈家坝村、文家河村、桃树沟村、塘子盖村、舒家坝村、松树沟村、茅坪里村和郑家坝村。